# ورد السلامه
ورد السلامه (انگلیسی: Ward Al Salama؛ زادهٔ ۱۵ ژوئیهٔ ۱۹۹۴) بازیکن فوتبال اهل سوریه است.
از باشگاه‌هایی که در آن بازی کرده‌است می‌توان به باشگاه ورزشی الجیش (سوریه) اشاره کرد.
وی همچنین در تیم ملی فوتبال سوریه بازی کرده‌است.